# 이웃 탐색 프로토콜
이웃 탐색 프로토콜(NDP, Neighbor Discovery Protocol) 또는 간단히 ND(Neighbor Discovery)는 IPv6(인터넷 프로토콜 버전 6)과 함께 사용되는 인터넷 프로토콜 스위트의 프로토콜이다. 인터넷 모델의 링크 계층에서 작동하며 로컬 연결 구성, 도메인 이름 서버 및 게이트웨이 구성 등 네트워크 통신에 필요한 다양한 정보를 수집하는 역할을 담당한다.
이 프로토콜은 IPv4용 ARP(주소 결정 프로토콜) 및 ICMP(인터넷 제어 메시지 프로토콜) 라우터 검색 및 라우터 리디렉션 프로토콜과 유사한 IPv6용 기능을 수행하기 위해 5가지 ICMPv6 패킷 유형을 정의한다. 이는 IPv4 대응 항목(RFC 4861, 섹션 3.1)에 비해 많은 개선 사항을 제공한다. 예를 들어, NUD(Neighbor Unreachability Protection)가 포함되어 라우터나 링크 또는 모바일 노드에 장애가 발생한 경우 패킷 전달의 견고성을 향상시킨다.
IND(Inverse Neighbor Discovery) 프로토콜 확장(RFC 3122)을 사용하면 노드는 IPv4용 역방향 ARP와 유사하게 지정된 링크 계층 주소에 해당하는 IPv6 주소를 결정하고 광고할 수 있다.
NDP의 보안 확장인 SEND(Secure Neighbor Discovery Protocol)는 CGA(암호화 생성 주소) 및 RPKI(인터넷주소자원 공개키기반 인증)를 사용하여 IPsec과 독립적인 암호화 방법으로 NDP를 보호하기 위한 대체 메커니즘을 제공한다. ND 프록시(Neighbor Discovery Proxy)(RFC 4389)는 IPv4 프록시 ARP와 유사한 서비스를 제공하며 링크 계층에서 브리징을 수행할 수 없는 경우 단일 서브넷 접두사 내에서 여러 네트워크 세그먼트를 브리징할 수 있도록 허용한다.